# کلینتسی
شهر کلینتسی (به روسی: Клинцы) در کشور روسیه و در اوبلاست بریانسک واقع شده‌است.